# Enrique Rubio (político)
Enrique Vicente Rubio Bruno (Florida, 6 de abril de 1943) es un docente, escritor y político uruguayo, senador por el Frente Amplio. Se desempeñó como Director de la Oficina de Planeamiento y Presupuesto del Uruguay. Es autor de varias obras entre las cuales se destacan Saber y poder, Izquierdas y derechas en la mundialización y El nuevo mundo (2013).

## Biografía
En su juventud participó de los Grupos de Acción Unificadora, que contribuyó a fundar en 1969. En 1971 se adhiere a la fundación del partido de izquierda, el Frente Amplio. Tras el Golpe de Estado de 1973, fue encarcelado por estar vinculado a la célula GAU que operaba en la facultad de ingeniería, y por la explosión que dejara como saldo, la muerte del estudiante Marcos Caridad Jordan mientras manipulaba material para la fabricación de artefactos explosivos.
En 1984, legalizados algunos partidos políticos, participa de la creación del partido de "Izquierda Democrática Independiente", más conocida como la IDI. En 1989 funda junto con otros políticos de relevancia la Vertiente Artiguista, corriente interna del Frente Amplio y por la cual es electo Diputado Nacional por el departamento de Florida en el año 1994. En 1999 sería electo Senador por el mismo sector y más tarde, en el año 2004, sería reelecto al cargo.
Continuó en el cargo de Senador, hasta que en marzo de 2007 el presidente de la República Tabaré Vázquez, también del Frente Amplio, le ofrece el cargo de Director de la Oficina de Planeamiento y Presupuesto, cargo que acepta y en el cual se mantuvo hasta el 31 de agosto de 2009. Actualmente encabeza la lista al Senado de la Vertiente Artiguista Lista 77.
El Congreso Extraordinario "Zelmar Michelini", llevado a cabo los días 13 y 14 de diciembre de 2008, además de resolver el programa de gobierno de cara a un nuevo período, proclamó a José Mujica como el candidato oficial del Frente Amplio para presentarse a las elecciones internas del año 2009, al tiempo que habilitó a Danilo Astori, Daniel Martínez, Marcos Carámbula y Enrique Rubio para participar en esta misma instancia en igualdad de condiciones. No obstante, Rubio desistió de participar en las internas en una carta entregada al presidente del Frente Amplio Jorge Brovetto, el 21 de enero de 2009.
En las elecciones de octubre de 2009, encabezó la lista al Senado de la Vertiente Artiguista, resultando electo para el período 2010-2014.
El 27 de mayo de 2012, por primera vez en su historia, el Frente Amplio celebró elecciones abiertas para elegir a sus máximas autoridades; Rubio compitió por la presidencia con Mónica Xavier, Ernesto Agazzi y Juan Castillo., resultando electa Mónica Xavier
En las elecciones celebradas el 26 de octubre de 2019 fue elegido senador por la Vertiente Artiguista que logró 2 escaños en la cámara alta. El segundo será ocupado por Amanda Della Ventura.
Es viudo, tiene dos hijos y cuatro nietas.

## Libros y publicaciones
- Coyuntura: respuesta y desafío (con Hebert «Betinho» de Souza y Marcelo Pereira. Centro Uruguay Independiente. 1985)
- Marx. Su vida. Su tiempo. Sus ideas (Bases de Nuestro Tiempo n.º 8, con Ema Zaffaroni y Jorge Faget. 1986)
- El marxismo en el siglo XX. Teoría y práctica. 1.ª parte (Bases de Nuestro Tiempo n.º 9, con Ema Zaffaroni y Juan Manuel Rodríguez. 1986)
- El marxismo en el siglo XX. Teoría y práctica. 2.ª parte (Bases de Nuestro Tiempo nº10, con Ema Zaffaroni y Juan Manuel Rodríguez. 1986)
- La fuerza del artiguismo (con Lucía Sala y Gerardo Caetano. 1987)
- Frente Amplio. Los desafíos de una izquierda legal (con Marta Harnecker. 1991)
- Utopía y Estrategia, Democracia y Socialismo (con Marcelo Pereira. 1994)
- La izquierda del futuro (Biblioteca de Marcha. 1999)
- Desastre Nacional. Los negocios de ANCAP en Argentina (con Eleuterio Fernández Huidobro. Trilce. 2003)
- Saber y Poder. La cuestión democrática en la sociedad del conocimiento (Fundación Friedrich Ebert. 2003)
- Izquierdas y derechas en la mundialización